# لولية

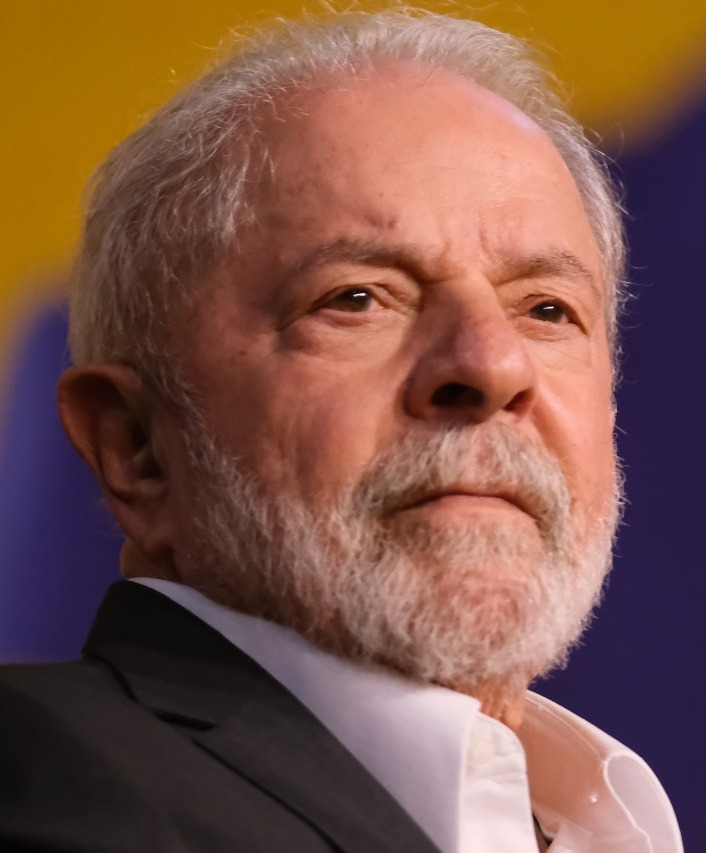
2022 - المؤتمر الوطني لـ PSB - لولية

اللولية أيديولوجية سياسية تصف توحيد شرائح المجتمع البرازيلي في عام 2006 التي كانت في السابق معادية للحركات الاجتماعية وحزب العمال خلف قوىً سياسية بقيادة الرئيس لويس إيناسيو لولا دا سيلفا. تركز الإصلاح المنظم والتغيير الهيكلي المحدود على أفقر قطاعات المجتمع. قبلت الطبقات الدنيا، التي أبعدت نفسها سباقًا عن لولا، ترشحه بعد فترة ولايته الأولى رئيسًا للبلاد، مع تثني الطبقة الوسطى عنه. يكمن أصل اللولية في اللغة الخطابية والبركسيس (الأنهج والممارسات) التي تجمع بين الحفاظ على الاستقرار وتوزيع الدولة. في حين دعوتها للاشتراكية، تهدف اللولية إلى نهج «ليبرالي اجتماعي» يحل تدريجيًا الفجوة بين الأغنياء والفقراء بطريقة نفعية للسوق.
استفاد المصنعون والمصارف وتجار التجزئة البرازيليون من النموذج الاقتصادي الحكومي القائم على الاستهلاك والذي يغذيه الائتمان. حسب ذكر المسؤول الصحفي أندريه سينغر، الذي صاغ مصطلح اللولية: «أدى تقارب مصالح القطاع الصناعي الخاص من جانب، ومصالح القوى العاملة المنظمة من جانب آخر، إلى الاستقرار الذي أتاح لهذا النظام السياسي أن يأخذ شكلًا حظي بالإجماع». سمح هذا التوازن للحكومة بإجراء تغييرات كبيرة في السياسة تدريجيًا. في حركة اللولية، كانت سياسة عدم المجابهة شرطًا لازمًا للتنمية. الحركة جزء من الموجة اليسارية في أمريكا اللاتينية المعروفة باسم اشتراكية القرن الحادي والعشرين.

## التطور
صاغ أندريه سينغر مصطلح اللولية، وهو عالم سياسي ومسؤول صحفي للولا في الفترة بين عامي 2003 و2005، والمتحدث الرسمي أثناء رئاسته في الفترة بين عامي 2002 و2007. نشأت اللولية خلال الحملة الرئاسية عام 2002، وفارقت السياسة اليسارية لحزب العمال حتى أواخر عام 2001، وتخلت عن مفهومي التنظيم والتعبئة. لكون اللولية نموذجًا للتغيير القسري في أواصر النظام، فإن التعبئة غير ضرورية والنزاع غير قائم.
في مقال كتبه «معهد الألفية» ام 2009، ذكر أن «الليبراليين محاصرون»، بعد «أكثر من ست سنوات من اللولية». تبنت باتريسيا كارلوس دي أندرادي هذا الرأي: «إذ حسب رأيها، فإن مصطلح الليبرالية أسيئت ترجمته في البرازيل على أنه موقف يميني أو داعم للدكتاتوريات العسكرية. في الحرب من أجل كسب الرأي العام، دائمًا ما حصل اليسار المزعوم على الأفضل، حسب سينغر». وصفت وسائط الإعلام والكتب لولا دا سيلفا بأنه «ليبرالي»، بمعنى اجتماعي وليس كلاسيكي.
سعت اللولية إلى المصالحة بين لولا والقطاع المحافظ البرازيلي الكبير. إحدى المفارقات أن اللولية اتفاقية اجتماعية محافظة تجمع بين السياسة الاقتصادية لفرناندو هنريكي كاردوسو (1995-2002) وسياسات التوزيع لحكومة لولا (2002-2010).
تحت مسمى التوفيق، تمثل اللولية «استرضاءً للصراعات الاجتماعية، التي لطالما كانت الطبقة البرجوازية خائفة منها، خاصة في بلد يتسم بعدم المساواة الكبير كما هو الحال في البرازيل»، إذ إنها ترتأي «أجندة للتقليل من الفقر وعدم المساواة، ولكن تحت رعاية إصلاحية ضعيفة». يفسر نموذج التغيير الاجتماعي هذا بأنه «شكل محافظ من أشكال الحداثة ترعى فيه الدولة أشد الناس فقرًا»، بما يضمن عدم المساس بالمشاكل الهيكلية الاجتماعية في البرازيل، (أو بعبارة أخرى، دون تعارض مع المصالح المالية للنخبة المحافظة). «رسمت اللولية رايات أيديولوجية جديدة تحت مسمى الاتحاد» بدا أنها تجمع بين استمرارية حكومتي لولا وكاردوسو في سياسة الاقتصاد الكلي على أساس ثلاث ركائز تمثلت في السيطرة على التضخم، وسعر صرف معوم، وفائض في الميزانية.
من السمات الأخرى التي تميز اللولية بوصفها حركة سياسية بطابع غير حزبي، هو تداخلها مع الأحزاب السياسية، من بينها حزب العمال الذي أسسه لولا. رغم تمركز الحركة حول شخصية لولا، إلا أن اللولية اختلفت عن الحركات الأخرى المحيطة بالزعماء السياسيين (مثل البيرونية في الأرجنتين) في عدم وجود تقديس لشخصية الرئيس.
مع وقوع أحداث لاحقة في السياسة البرازيلية، مثل محاكمة ديلما روسيف، واعتقال لولا في 7 أبريل 2018، وإصلاح ميشال تامر لقوانين العمل، يناقش بعض المعلقين السياسيين بشأن بزوغ مرحلة ثانية من لولية أكثر تطرفًا وتوجهًا نحو اليسار.

## إرث اللولية
استشهد العديد من السياسيين في أمريكا اللاتينية، مثل أولانتا هومالا وخوسيه موخيكا وماوريسيو فونيس وفرناندو لوغو، بفكرة اللولية والتشافيزية بوصفها نماذج سياسية بديلة لإجماع واشنطن.